# Рагозин, Лев Фёдорович
Лев Фёдорович Раго́зин (Рогозин) (1846—1908) — русский врач, психиатр, доктор медицины, тайный советник, директор Медицинского департамента Министерства внутренних дел Российской империи.

## Биография
Из дворян. Родился в 1846 году. Окончив курс в Московском университете со степенью лекаря (1873), определён 4 октября 1873 года сверхштатным ординатором в Московскую Преображенскую больницу. В 1875 году перемещён на должность сверхштатного младшего медицинского чиновника при медицинском департаменте. В 1877 году переведен в клинику душевных болезней при клиническом военном госпитале младшим врачом.
Участвовал в революционной деятельности. В 1871 году, будучи студентом Московского университета, был участником московского подпольного кружка «Самообразование и практическая деятельность». В середине 1870-х годов был кассиром общества «Земля и Воля». Впоследствии отошёл от революционной деятельности и «проявил себя реакционером и противником общественной самодеятельности».
Получив в 1882 году степень доктора медицины, перешёл на службу в министерство Императорского двора штатным врачом для артистов Императорских театров.
С 1883 года состоял также медиком-консультантом Комитета для разбора и призрения нищих. С 1884 по 1889 годы включительно — директор Казанской окружной лечебницы во имя Божей Матери всех скорбящих (Первой окружной психиатрической больницы Казани, ныне Республиканская клиническая психиатрическая больница им.акад. В. М. Бехтерева ) — очень большая по тем временам клиника на 1000 коек, обслуживавшая жителей девяти губерний Казанского округа. При нём открывались всевозможные мастерские, были разбиты сады-огороды, где пациенты работали, чувствуя свою пользу и необходимость. Это помогало более успешно реабилитировать больных и вернуть их в общество полноценными гражданами. Был наставником П. П. Кащенко, другом В. М. Бехтерева. Ввёл лечение больных трудом, отказался от связывания даже буйных больных. Рагозин раскритиковал всю систему работы больницы, разработанную А. У. Фрезе. Были приняты Условия взаимодействия Казанского земства и руководства окружной лечебницы в области призрения душевнобольных. Уже в январе 1886 года в лечебницу были переведены из земского дома умалишённых все бывшие там женщины, а в 1887 году и все мужчины. Земский дом умалишённых на этом закончил своё существование, а лечебница заполнилась хроническими неизлечимыми больными. Подобная деятельность Рагозина вызвала неоднозначную оценку историков. Так Т. И. Юдин резко критиковал нововведения Рагозина, тогда как М. М. Гатауллин и В. Т. Пурик восхищались его работой. Последнего мнения придерживалось и Казанское земство..
С 29 декабря 1888 года по 1908 год состоял директором Медицинского департамента Министерства внутренних дел (под управлением этого департамента состояли все государственные больницы России), председателем Медицинского совета.
В 1890 году избран членом совета по управлению хозяйственной частью для Дома призрения душевнобольных. Постоянный член Военно-медицинского учёного комитета.В 1891 году в качестве консультанта отправляется в Америку, по возвращении из командировки он не оставлял своей деятельности в области психиатрии и выпустил ряд научных трудов. Лев Фёдорович стал одним из организаторов Первого съезда отечественных психиатров в Москве, состоявшегося с 5 по 11 января 1887 года, и в этом же году под его редакцией вышли в свет материалы этого съезда..В 1895 году Лев Фёдорович издает «Свод узаконений и распоряжений правительства по врачебной и санитарной части в Империи».
В 1900 году был в составе международного жюри Всемирной выставки в Париже.
Умер в Бреславле 30 марта (12 апреля) 1908 года.

## Семья
- Сын Константин Львович Рагозин служил во втором департаменте Министерства Иностранных дел коллежским секретарем, вёл юридические дела русских подданных за границей и занимался вопросами охраны русской торговли за пределами России. Муж Софьи Измайловны Случевской, дочери сенатора Измаила Константиновича Случевского.

## Труды
- Л. Ф. Рагозин. Обзор деятельности Казанской окружной психиатрической лечебницы за 1884—1886 год (недоступная ссылка) // Архив психиатрии, нейрологии и судебной психопатологии. — Под ред. проф. П. И. Ковалевского. — Харьков. — 1887. — Т. IX, № 3. — С. 114—117.
- Рагозин Л. Ф. Призрение и лечение душевнобольных в России // Вестн. судеб. мед. обществ. гигиен. — 1887. — Т. 4. — С. 200—206.
- Л. Ф. Рагозин. Результаты графического исследования пульса и дыхания душевнобольных : Дис. на степ. д-ра мед. Льва Рагозина Санкт-Петербург : тип. В. Месника и Ю. Римана, 1882
- Л. Ф. Рагозин. Об отчетности в учреждениях для призрения и лечения душевно-больных / [Соч.] Д-ра Л. Ф. Рагозина Санкт-Петербург : тип. М. М. Стасюлевича, ценз. 1887
- Л. Ф. Рагозин. Сводь узаконений и распоряжений правительства по врачебной и санитарной части въ империи. — СПб.: Тип. Министерства Внутренних Дел, 1895. — 674 с.
- Труды Съезда по обсуждению мер против сифилиса в России, бывшего при Медицинском департаменте с 15 по 22 января 1897 года под председательством дир. Мед. деп. Л. Ф. Рагозина : Т. 1 Санкт-Петербург, 1897